# Cyprinodon brontotheroides
Cyprinodon brontotheroides – gatunek małej ryby z rodziny karpieńcowatych (Cyprinodontidae).

## Występowanie
Endemiczny gatunek występujący w Laguna Chichancanab, Jukatan (Meksyk). Preferują głębokość od 0,5 do 1 m.

## Charakterystyka

### Morfologia
Osiąga około 3,6 cm długości. Występuje dymorfizm płciowy. Samce mają niebieskie plamki na grzbiecie oraz czarny pasek na płetwie ogonowej. W okresie godowym czasami mają pomarańczowy brzuch. Samice i młode mają czarną plamkę na płetwie grzbietowej.

### Dieta
Poluje na bezkręgowce. Żywi się ślimakami oraz małżoraczkami. Dzięki silnej szczęce z łatwością kruszy muszle.

### Rozmnażanie
Ich tarło może odbywać się przez cały rok, jednak zaobserwowano je najczęściej wiosną. Samce strzegą swojego terytorium.